# 정광호 (1922년)
정광호(鄭光鎬, 1922년 10월 25일~2020년 12월 9일)는 대한민국의 군인 출신 정치인이다. 제8대 해병대사령관과 제9대 국회의원을 지냈다.
일제 강점기 시대 경기도 수원에서 출생하였다. 광복 이후 해군 소위로 임관한 후 대위 때 해병대로 편입되어 해병대 제1사단장, 제8대 해병대사령관 등을 지냈다.

## 경력
- 1946년 해군 소위 임관
- 1947년 해군 중위 진급
- 1948년 해군 대위 진급
- 1949년 해병 대위 계급 체제 편입
- 1950년 해병 소령 진급
- 1951년 해병 중령 진급
- 해병대 제1전투여단 제3대대장
- 해병대 제1상륙사단 제2연대장
- 해병대사령부 인사국 차장 겸 국장 대리
- 해병대사령부 기획참모부 차장 겸 부장 대리
- 해병대 제1여단장
- 해병대사령부 참모장
- 해병대 제1상륙사단장
- 해병대사령부 행정참모부 부장
- 해병대사령부 부사령관
- 해병대사령관 (해병 대장)
- 성우회 고문
- 재향군인회 고문
- 1973년 ~ 1976년: 제9대 국회의원(유신정우회)

## 학력
- 해군사관학교 특1기(1947년)
- 미국 해병작전학교 상륙전 고등군사반 졸업(1951년)
- 육군보병학교 졸업(1952년)
- 육군대학 학사(1954년)
- 국방대학교 행정학사 1기(1956년)
- 국민대학교 법과대학 법학과 학사(1959년)
- 경희대학교 대학원 정치학 석사(1962년)
- 고려대학교 교육대학원 교육학 석사(1966년)
- 연세대학교 연합신학대학원 신학석사(1970년)
- 연세대학교 대학원 신학과 신학박사(1981년)

## 역대 선거 결과
| 실시년도 | 선거 | 대수 | 직책     | 선거구           | 정당       | 득표수 | 득표율      | 순위 | 당락 | 비고 |
| -------- | ---- | ---- | -------- | ---------------- | ---------- | ------ | ----------- | ---- | ---- | ---- |
| 1973년   | 총선 | 9대  | 국회의원 | 통일주체국민회의 | 유신정우회 |        | \| \| 0% \| | 지명 |      | 초선 |
|          | 0%   |      |          |                  |            |        |             |      |      |      |